# Temporada 2006 del Campeonato de España de Rally de Tierra
La temporada 2006 fue la 24.º edición del Campeonato de España de Rally de Tierra. Comenzó el 3 de marzo en el Rally de Tierra de Alcañiz y terminó el 19 de noviembre en el Rally de Tierra de Cáceres.

## Calendario
El calendario estaba compuesto de ocho pruebas.
| N.º | Fecha              | Prueba                                 |
| --- | ------------------ | -------------------------------------- |
| 1   | 3-4 de marzo       | Rally de Tierra de Alcañiz             |
| 2   | 21-22 de abril     | Rally de Tierra de Granada             |
| 3   | 5-6 de mayo        | Rally de Tierra de Orense              |
| 4   | 9-10 de junio      | Rally de Guijuelo                      |
| 5   | 27-28 de octubre   | Rally de Tierra de Écija-Palma del Río |
| 6   | 29 de octubre      | Rally de Tierra de Écija-Palma del Río |
| 7   | 17-18 de noviembre | Rally de Tierra de Cáceres             |
| 8   | 19 de noviembre    | Rally de Tierra de Cáceres             |

## Clasificación

### Campeonato de pilotos
| Pos. | Piloto                 | 1   | 2  | 3   | 4   | 5   | 6   | 7   | 8   | Puntos |
| ---- | ---------------------- | --- | -- | --- | --- | --- | --- | --- | --- | ------ |
| 1.   | Alexander Villanueva   | 2   | 5  | 4   | 3   | 2   | 2   | 3   | Ret | 144    |
| 2.   | Dani Solà              |     |    |     |     | 1   | 1   | 1   | 1   | 128    |
| 3.   | Joan Vinyes            | 1   | 19 | 2   | 1   | Ret |     | Ret |     | 89     |
| 4.   | Francisco Javier Pardo | Ret | 6  | 3   | 5   | 5   | 3   | 4   | 16  | 88     |
| 5.   | Alfonso Navarro        | 16  | 25 | 17  | Ret | 16  | 9   | 20  | 14  | 76     |
| 6.   | Alex Crivillé          | 17  | 4  | 1   | 8   | Ret | Ret | 2   | Ret | 76     |
| 7.   | Amador Vidal           | 4   | 1  | Ret | 2   | 9   | Ret | Ret | Ret | 75     |
| 8.   | José Javier Izaguirre  | 9   | 2  | 7   | 4   | 8   | Ret | 8   | Ret | 53     |
| 9.   | Claudio Aldecoa        | 5   | 3  | Ret | Ret | Ret | 5   |     |     | 46     |
| 10.  | Josep Bruguera         | Ret | 20 | 18  | 18  | 18  | Ret | Ret | Ret | 45     |

### Copa de copilotos
| Pos. | Copiloto              | Puntos |
| ---- | --------------------- | ------ |
| 1.   | Arielle Tramont       | 144    |
| 2.   | Xavi Amigo            | 128    |
| 3.   | Jordi Mercader        | 89     |
| 4.   | Daniel Rivera         | 88     |
| 5.   | Joaquim Muntada       | 76     |
| 6.   | Miguel Gómez          | 76     |
| 7.   | Francisco Lema        | 75     |
| 8.   | Lucas Cruz            | 59     |
| 9.   | Eneko Gómez           | 53     |
| 10.  | Heliodoro Casarrubios | 51     |

### Campeonato de marcas
| Pos. | Marca      | Puntos |
| ---- | ---------- | ------ |
| 1.   | Mitsubishi | 388    |
| 2.   | Subaru     | 220    |
| 3.   | SEAT       | 170    |
| 4.   | Peugeot    | 140    |
| 5.   | Renault    | 10     |
| 6.   | Citroën    | 3      |

### Copa de grupo N
| Pos. | Piloto               | Puntos |
| ---- | -------------------- | ------ |
| 1.   | Óscar Fuertes        | 166    |
| 2.   | David Hernando       | 132    |
| 3.   | Joan Roma            | 82     |
| 4.   | Alfonso Viera        | 76     |
| 5.   | Pablo Castelos       | 58     |
| 6.   | Manuel G. Manzanilla | 57     |
| 7.   | José G. Villanueva   | 56     |
| 8.   | Sergio Manzano       | 43     |
| 9.   | Miguel Pou           | 43     |
| 10.  | Joan Riberas         | 41     |

### Campeonato vehículos 2RM
| Pos. | Piloto                  | Puntos |
| ---- | ----------------------- | ------ |
| 1.   | Alfonso Navarro         | 191    |
| 2.   | Josep Bruguera          | 114    |
| 3.   | Albert Llovera          | 113    |
| 4.   | Álex Sabater            | 72     |
| 5.   | Miguel A. García        | 70     |
| 6.   | Pablo Castelos          | 59     |
| 7.   | Enrique Sevilla         | 52     |
| 8.   | Manuel Gómez-Manzanilla | 51     |
| 9.   | Enrique García          | 32     |
| 10.  | Climent Domingo         | 28     |